# Christoph Bieler
Christoph Bieler (Hall in Tirol, 28 de octubre de 1977) es un deportista austríaco que compitió en esquí en la modalidad de combinada nórdica.
Participó en cuatro Juegos Olímpicos de Invierno, obteniendo en total tres medallas en la prueba por equipo: bronce en Salt Lake City 2002 (junto con Michael Gruber, Mario Stecher y Felix Gottwald), oro en Turín 2006 (con Felix Gottwald, Michael Gruber y Mario Stecher) y bronce en Sochi 2014 (con Lukas Klapfer, Bernhard Gruber y Mario Stecher).
Ganó dos medallas en el Campeonato Mundial de Esquí Nórdico, oro en 2003 y bronce 2005.

## Palmarés internacional
| Juegos Olímpicos   | Juegos Olímpicos                | Juegos Olímpicos  | Juegos Olímpicos         |
| Año                | Lugar                           | Medalla           | Prueba                   |
| ------------------ | ------------------------------- | ----------------- | ------------------------ |
| 2002               | Salt Lake City (Estados Unidos) | Medalla de bronce | TG + 4 × 5 km por equipo |
| 2006               | Turín (Italia)                  | Medalla de oro    | TG + 4 × 5 km por equipo |
| 2014               | Sochi (Rusia)                   | Medalla de bronce | TG + 4 × 5 km por equipo |
| Campeonato Mundial |                                 |                   |                          |
| Año                | Lugar                           | Medalla           | Prueba                   |
| 2003               | Val di Fiemme (Italia)          | Medalla de oro    | TN + 4 × 5 km por equipo |
| 2005               | Oberstdorf (Alemania)           | Medalla de bronce | TN + 4 × 5 km por equipo |